# Alékos Flambouráris
Alékos Flambouráris (grec moderne : Αλέκος Φλαμπουράρης), né le 23 octobre 1938 à Athènes, est un homme politique grec, membre du parti SYRIZA.

## Biographie

### Engagement politique
Le 27 janvier 2015, il est nommé ministre d’État à la coordination gouvernementale dans le gouvernement Tsípras I.